# Universität (métro de Munich)
Universität (en allemand : U-Bahnhof Universität) est une station des lignes U3 et U6 du métro de Munich, dans le secteur de Maxvorstadt. La station est construite en contrebas de la Ludwigstraße. Elle dessert l'Université Louis-et-Maximilien de Munich voisine, d'autres institutions culturelles environnantes et des zones résidentielles.

## Situation sur le réseau

Plan du métro (2020).

La station de métro Universität se situe sur la première ligne principale du réseau de métro de Munich.

## Histoire
La station ouvre le 19 octobre 1971. Elle est l'une des premières stations de métro de Munich. La conception de la station de métro est de l'architecte Paolo Nestler.

## Services aux voyageurs

### Accès et accueil
Il y a plusieurs cafés sur les mezzanines et l'Akademiegalerie sur la mezzanine nord. Ici, les étudiants et les diplômés de l'Académie des beaux-arts de Munich peuvent exposer leurs œuvres ; elle est séparée du reste de la mezzanine par une paroi vitrée.

### Desserte
Des véhicules souterrains à plancher surélevé des types A, B et C sont utilisés.

### Intermodalité
En plus des options de transfert entre les lignes de métro, il existe deux autres lignes de bus de la Münchner Verkehrsgesellschaft qui s'arrêtent en surface le long de Ludwigstrasse et Schellingstraße.